# 1993年俄罗斯宪政危机
俄罗斯1993年宪政危机（俄語：События сентября — октября 1993 года в Москве），又称十月政变，為該年9月21日於俄羅斯國內發生的一場權力鬥爭，時任俄罗斯总统叶利钦獲勝。当时叶利钦仍掌握军队，这决定了危机的最后结局。军队後來包围了俄罗斯苏维埃所在地俄罗斯最高苏维埃。最終葉利欽為推行改革以武力強行解散俄罗斯联邦當時的苏维埃议会。这十天是自1917年十月革命以来俄罗斯死伤最惨重的街头運動與斗争風波。
当时的俄罗斯還未完整地解決蘇聯留下的問題，故造成最高苏维埃拒绝解散并投票弹劾叶利钦的局面，因為俄罗斯人民代表大会及其常设机构俄罗斯最高苏维埃反对他推动過度的新自由主义與親西方改革政策，認為叶利钦此一行动违反了当时的《蘇俄憲法》，並要求当时的副总统亚历山大·弗拉基米罗维奇·鲁茨科伊按照宪法宣誓执行总统职责。
9月28日起，支持最高苏维埃與反对叶利钦政府的群众也走上街头举行大游行，并发生了流血事件。之后的一周反对叶利钦的親苏抗议不断升级，在10月2日达到最高潮，使俄罗斯基本陷入内战。但在首都，安全部门和部队的领导人放棄了中立，決定支持叶利钦而介入，军队包围了俄罗斯最高苏维埃大楼，并用坦克火炮轰击大楼使其几乎摧毁。
叶利钦隨後下令军队成功驱赶了俄罗斯最高苏维埃成员與相關勢力。衝突結束得很快，10月5日，反对叶利钦的武装对抗力量已经溃散。据俄联邦政府的估计，官方公告中此次戰役共有187人死亡，437人受伤，但具體數字存在爭議。10月15日，叶利钦举行了公民投票通过了新宪法，透過大大強化總統權力穩定住了國內局勢，但三權分立的民主設計則受到重挫，這也為後來的普京得以逐漸鞏固獨裁統治埋下遠因。

## 危机原因

### 不断加深的行政-立法权力对抗
叶利钦的改革自蘇聯解體後1992年1月2日开始，（参阅1990年代俄罗斯的经济改革）但很快出现了物价飞涨的现象，政府税收锐减而支出沉重。严重的信用体系崩溃使大量工厂倒闭，造成了长期的经济衰退。在这种情况下，一些政客很快不再支持改革。叶利钦和反对激进改革的政客日益对立，最终分歧集中到政府的两个分支的对立。
在1992年中，反对叶利钦改革的力量不断增涨，反对力量主要的关注点是俄罗斯工业的发展状况以及一些地区领导人希望从莫斯科获得更多的自治权。俄罗斯副总统亚历山大·弗拉基米罗维奇·鲁茨科伊称叶利钦的改革为“经济的种族屠杀”。俄罗斯自治共和国的石油富产区，如鞑靼斯坦和巴什科尔托斯坦要求从俄罗斯独立。
同样在1992年中，叶利钦和最高苏维埃（常设立法机构）与人民代表大会（国家的最高立法机构，并负责选举最高苏维埃）的政治斗争不断，双方都试图主导政府和国家政策。最高苏维埃主席鲁斯兰·哈斯布拉托夫于1992年公开宣布反对改革，虽然他仍然支持叶利钦改革的总体目标。
叶利钦关注着于1991年后半年通过的宪法修正案，这一修正案规定总统的特别执法权于1992年终止（叶利钦之前为了执行改革措施而扩大了总统在一般情况下被宪法所限制的权力）。为了执行叶利钦式的私有化措施，叶利钦要求议会恢复他的执法权（只有议会有权变更或修改宪法）。但是在俄罗斯人民代表大会和最高苏维埃，代表们拒绝通过增加总统权力的新宪法。

#### 第七届人民代表大会
1992年12月召开的最高苏维埃和叶利钦在一系列问题上发生了争议。最激烈的争议发生在12月9日，当时最高苏维埃拒绝批准叶戈尔·盖达尔为总理。叶戈尔·盖达尔是被广泛批评的俄罗斯“休克疗法”，即市场自由化的设计者。最高苏维埃拒绝提名盖达尔，要求修改经济改革措施并要求被最高苏维埃所掌控的中央银行继续向企业贷款以避免它们倒闭。
第二天，即12月10日，叶利钦愤怒地指责最高苏维埃为“保守与反动力量的堡垒”。最高苏维埃的回应是投票并获得最高苏维埃对军队的领导权。
12月12日，叶利钦和最高苏维埃主席哈斯布拉托夫妥协并通过了包含以下几点的协议：
1. 1993年4月举行全民公决制定俄罗斯新宪法框架；
2. 大部分叶利钦的紧急状态权力将延续至此次全民公决举行之时；
3. 最高苏维埃有权否决总统提名的国防、外交、内政和安全部长。12月14日叶利钦提名维克托·切尔诺梅尔金为总理，并获得最高苏维埃通过。

叶利钦1992年12月和第七届人民代表大会的妥协缓和了局势。1993年初叶利钦和最高苏维埃在全民公决的用词和权力分享的方面争议增加了。在一系列关于政策的碰撞中，最高苏维埃削弱了总统额外的权力，而这些权力正是1991年下半年由最高苏维埃授予的。由哈斯布拉托夫领导的最高苏维埃逐渐感觉到他们可以阻碍甚至挫败总统，他们采取的策略是逐渐地削弱总统在政府中的领导权力。作为回应，总统要求在4月11日举行关于宪法的全民公决。

#### 第八届人民代表大会
第八届人民代表大会在1993年3月10日举行，会上哈斯布拉托夫指责叶利钦违宪行事。三月中旬，人民代表召开了一个紧急会议，投票要求修改宪法，剥夺并削弱总统叶利钦的权力，取消原定于四月举行的公投并要求再次开门立法以使权力得到平衡而不让总统获得过多权力。叶利钦总统直接大步走出了会场。第一副总理宣布公投将继续，但是将迁至4月25日。
议会在政府中的影响力逐渐的加大。3月16日，叶利钦总统签署了一项法令，授予维克托·格拉什琴科，中央银行行长以及其他三个政府官员内阁级别。这是根据第八次人民代表大会决定而任命的。议会虽然裁决了，但是其依然明确的要求这些人必须继续服从议会。由此看来，议会在1993年的立法活动将减少，取而代之的将是议会不断的增强自己的权力同时去削弱总统的权力。對於逐漸顯現的危機，俄羅斯國防部長格拉喬夫模稜兩可地反覆稱「軍隊不過問政治」。

#### “特别政府”
为此，总统叶利钦做出了戏剧性的反应。3月20日，叶利钦直接在电视上发表了讲话，宣布签署一条关于“特殊政府”（俄語：Об особом порядке управления до преодоления кризиса власти）的法令。这表示在新宪，拥有公信力总统和副总统的公投结果出来之前，现总统将担负起特殊的行政权力。叶利钦同时尖锐的抨击了议会，指责他们是在试图重建苏联时期的秩序。
在叶利钦做完电视讲话后，瓦列里·佐金（俄联邦宪法院院长），尤里·沃罗宁（特别政府第一任副主席），亚历山大·鲁茨科伊和瓦伦丁·斯台潘克夫（俄罗斯总检察长）发表了一个讲话，公开指责叶利钦违宪行事。3月23日，尽管还没具备可签署的文件，法院依然裁定叶利钦在电视上做的讲话违宪。然而，那条于几天后签署的法令本身，并不违宪。

#### 第九届人民代表大会
第九届人民代表大会在3月26日召开，并举行了一个特别会议讨论包括弹劾总统叶利钦在内的保卫宪法的紧急措施。叶利钦对此作出让步，承认自己的错误以在议会中争取支持。在3月28日的弹劾案投票中，距通过所需的三分之二多数即689票仅少72票，叶利钦幸免被弹劾。鲁斯兰·哈斯布拉托夫也遭受了辞退案，而在这场与叶利钦遭遇相似的投票案中，最高苏维埃主席的位子因为广泛的利益而未被撼动（只有339人赞同罢免）。
在第九届人大中，立法部门明显是在俄罗斯“团结”联盟（英文：Russian Unity bloc）的控制中，其中包括俄共和祖国派代表（共产党员，退伍军人及社会主义方向代表）。农业联盟以及谢尔盖·巴布林领导的中间派系也占有席位，而支持叶利钦的则明显是占少数。

### 制宪会议
为了夺取议会权力，叶利钦要求，各政治机构，地区，社会团体及政党的领导人在6月设立一个具有一定规模的会议，这就是叶利钦在4月提出的“特殊制宪会议”，这个会议将审查宪法法案。在经过一番犹豫后，人民代表大会制宪委员会决定参加该会议，并提交了自己的宪法草案。当然，在“立法-行政关系”中的两个重要草案上，他们持相反的意见。
在7月12日的会议上，七百多名代表最终通过了设立两院制立法机构及解散国会的草案。但是由于大会的宪法草案中宣布了解散国会，所以国会基本没有可能性去投票自己是否将继续存在。最高苏维埃委员会立刻驳回了该草案，并宣布人民代表大会是最高立法机构，新宪法将由他们颁布。
议会在7月十分活跃，而总统出去度假去了。在这段时间裡，议会通过了一系列经济政策的法令，并以此“结束了社会的分裂”。议会还以涉嫌腐败的名义推动了对总统主要顾问们的调查。总统于八月返回并且宣布他将动用一切手段，包括绕过宪法来推动新议会的选举。
七月，俄联邦宪法法院宣布彼得·苏民为车里雅宾斯克州州长，而叶利钦拒绝接受该决定。结果，从七月到十月，该地区出现了双重权利的情况，两个行政当局同时宣称自己的合法性。另一起冲突则关于俄联邦宪法法院对莫尔多瓦区域主席的裁决。法院将取消区域主席的合法性问题委派给了莫尔多瓦宪法法院。结果，民选的区域主席瓦西里·古什雅尼科夫（亲叶利钦的“民主俄罗斯”运动的成员）下台了。此后，国家通讯社（俄通社-塔斯社）就不再播报宪法法院的决定了。
最高苏维埃还实施了与叶利钦不同的外交政策。1993年7月9日，最高苏维埃确立了塞瓦斯托波尔（因为其为俄黑海舰队的港口，在苏联解体后俄黑海舰队仍然驻扎于此）拥有俄罗斯城市的联邦地位。乌克兰认为此举破坏领土完整并向联合国安理会提出了申诉。叶利钦为此谴责了最高苏维埃的决议。
1993年8月，一位评论员曾經这样评论当时的局势：“总统的法令看起来就好像没有最高苏维埃似的，而最高苏维埃的法令看起来就好像没有总统似的”。

### 九月的发展
9月1日，叶利钦在试图阻止他的关键性对手副总统鲁茨科伊时向他发起了攻势。鲁茨科伊，在1991年时同他一样被选出成为总统的自动继任人。当日，总统发言人称由于他“涉嫌腐败”，已经被暂停工作。9月3日，最高苏维埃否决了叶利钦对鲁茨科伊进行的决定，并将此问题上递至宪法法院解决。
两周后，叶利钦宣布只要议会同意，他将提前举行总统选举。但议会对此不予理睬。9月18日，叶利钦题名叶戈尔·盖达尔，他曾任俄联邦代总理和负责经济事务的代总理，其于1992年被议会反对派逐出了办公室。这一决定是最高苏维埃无论如何都不能接受的，他们断然拒绝了这一提名。

## 围城与袭击
条款 1216.俄联邦总统之权利不得用于改变俄联邦之国家及联邦组织，不得解散或干涉任何选举产生的组织之运作。如在此等状态之下，其权利当被立即停止。
在解散最高苏维埃之时，叶利钦还宣布其将于12月进行全民公决及新立法的选举。他还取消了现行宪法，并授予自己一项特殊的行政权力。（根据新的改革计划，下院将会有450名代表，并将被称为“国家杜马”，这是在1917年十月革命前俄罗斯立法机关的名称。俄罗斯联邦委员会汇聚了俄罗斯89各分支机构的代表，其将承担上院的职责。）
叶利钦宣称通过在1993年9月解散议会，他已为俄罗斯过渡到市场经济扫清了障碍。有了这个承诺，西方便愿意做叶利钦的坚强后盾。叶利钦很享受同西方国家、特别是美国之间建立的这种特殊关系，但是这种关系却使得他不受俄罗斯人的欢迎。
在俄罗斯，叶利钦一方已经控制了电视台，所以在9月及10月的危机中，人们很难看见有任何支持议会的言论。

### 议会宣布叶利钦总统令失效
鲁茨科伊宣称叶利钦的一举一动都让整个事件向着一场政变发展。第二天，宪法法院认为叶利钦违反宪法，并可能遭受弹劾。哈斯布拉托夫主持了一个通宵议会，最终，议会宣布叶利钦的总统令无效。鲁茨科伊旋即被宣布就任总统并且就宪法进行宣誓。他还罢免了叶利钦的国防部长，安全部长以及内务部长。
现在，結果導致俄羅斯联邦共有两位总统，两位国防部长，两位安全部长以及两位内务部长。俄联邦出现了双重权力的局势。尽管根纳季·安德烈耶维奇·久加诺夫以及其他俄共领导人并未参与事件，但是共产主义组织内部的个别成员还是积极支持议会的。
9月23日，人民代表大会召开。虽然只有638人出席（法定为689人），叶利钦最终还是遭到被国会弹劾。
9月24日，叶利钦毫不影响的宣布1994年6月将如期举行总统选举。同一日，人民代表大会宣布将于1994年3月进行议会及总统选举。叶利钦嘲笑了议会支持进行议会选举的决定。他在第二次切断了议会大厦的电路，电话及热水服务。

### 民众抗议与议会阻挠
叶利钦解散议会的行为激起了民众骚乱并使得越来越多的人反对他的新自由主义经济改革。成千上万的市民走上莫斯科街头试图声援议会。示威者抗议自己的生活条件在日趋恶化。在1989年以来，全国生产总值在下降，贪腐成风，暴力犯罪激涨而医疗体系趋于崩溃，人均寿命也在下降。叶利钦也日趋受到指责。莫斯科外，俄罗斯人民感到了困惑和混乱。然而，其中的一些人还在表达他们的抗议。俄全境各地区都有零星的罢工事件发生。抗议者中有共产党人，民族主义者以及俄国家拯救阵线的成员。一部分“俄罗斯国家联盟”（Russian National Unity）的退伍老兵占领了俄白宫。由于其中有德涅斯特势力的存在（包括一支克格勃支队），激起亚历山大·列别德反对德涅斯特势力干涉俄罗斯内政事务。
9月28日，莫斯科发生了第一起警察同反叶利钦示威者之间的流血冲突。同日，内政部提议封锁议会大厦。大厦周边被布上路障和封锁线。10月1日，内政部估计大约有600多名手持武器的人加入了议会大厦中叶利钦政敌的队伍。

### 攻击电视台
议会的领导人依然没有排除同叶利钦和解的可能性。俄罗斯东正教会充当了议会与总统之间断断续续交流的传话者。东正教主教为双方一直调解到10月2日。10月3日下午，莫斯科警方未能控制一处位于白宫附近的示威致使这场政治示威变成了一次武装冲突。
10月2日，议会的支持者使用路障封锁了莫斯科的主要街道。10月3日下午，叶利钦的武装人员袭击了白宫附近的反对派用路障搭建的警戒线。议会方面只有一些支持议会的准军事人员，而且只有少部分部队支持最高苏维埃。
鲁茨科伊站在白宫阳台上向拥挤的人群发话，希望他们成建制去占领市长办公室和位于奥斯坦金诺的国家电视台。哈斯布拉托夫还希望人们拿下克宮并将叶利钦软禁起来。下午4时，叶利钦签署法令宣布莫斯科实行紧急状态。
10月3日晚，在同市长办公室交流后，支持议会的示威人群开始前往奥斯坦金诺的国家电视台。但是当示威人群到达时，他们发现电视台周围已经部署了内政部的武装部队，武装冲突随之发生。电视中心的一部分在激战中明显受损，电视台随之停播，共62人在战斗中死亡。到午夜前，内政部的部队已将支持议会的民众击退。
电视台在当夜恢复转播，叶戈尔·盖达尔在电视上宣布将举行一次支持叶利钦的集会。一些不同政治立场的人（戈尔巴乔夫等）也宣布支持政府。同样的，公民建设集团的反对派发表声明，谴责最高苏维埃从政治斗争越界成为一场犯罪行为。几百名叶利钦的支持者聚集在莫斯科市政厅前的广场上，为可能发生的进一步升级冲突做好准备。10月4日早晨，军队站在他们那一边。

### 进攻白宫

俄罗斯第2近卫塔曼摩托化步兵师的T-80U主力戰車正在炮擊白宫，攝於1993年10月4日

10月2日到4日，军队的立场起到了决定性作用。军方对叶利钦下达的行动命令含糊其辞了数个小时，而在这段时间里，已有数十人死亡，上百人受伤。
鲁茨科伊身为一名退伍将军，呼吁他的几位前同事支持他。但是，许多官员特别是军队中的高阶文官还是对叶利钦有着一点同情。但是议会的支持者并未向军队中的低级军官寻求支援，议会方面只去寻求那些亲议会的高级军官的帮助，这使得他们犯下了一个致命的失误。最终，大部分军官们决定不给鲁茨科伊建立自己政权的机会。另一些军官表示支持议会，但是在最终时刻，他们还是站在了叶利钦一旁。
进攻白宫的计划是由扎哈罗夫建议的。十辆坦克将轰击白宫的较高楼层，行动会尽量减少伤亡但是旨在对白宫内的反政府武装造成混乱和恐慌。信号旗特种部队和阿尔法小队将攻陷白宫。根据叶利钦保镖亚历山大·科尔扎科夫的提议，对大楼高层的轰击必须将可能存在的狙击手逐出高层。
10月4日拂晓，俄军队包围了议会大厦，几个小时後，军方的坦克来到了现场并开火。早晨8时，叶利钦向他的传媒机构发表了讲话，他说：“这些人，攻击和平的城市，进行血腥的杀戮，他们是罪犯。但是，他们并不单单只是强盗和屠杀犯。莫斯科过去及现在正发生的一切，都是一场有组织有预谋的武装叛乱。是共产主义复仇者，是法西斯领导者，是一部分人大代表和一些前苏联众议员，是他们策划了这起叛乱。在谈判的借口下，他们筹集力量，招募那些谋杀人民的雇用匪军。这一小措政治团体试图用武力改变整个国家人民的意愿。他们想如何管理俄罗斯，我想整个世界已经明了了，就是靠愤世嫉俗的谎言，贿赂。就是靠鹅卵石，削尖的铁棍，自动武器和机枪。这些挥舞着红旗的人，想再次让俄罗斯血流成河。他们希望时局难以预测，于是他们便无耻并残忍的在这片土地散播这恐惧与混乱。”
他还说：“法西斯和共产党在莫斯科的武装叛乱应当在最短的时间内被镇压下去。俄联邦的武装有必要去这么做。”
中午时分，军队开始进入白宫并一层一层的将其占领。进攻行动也因让议会大厦的人撤离而多次暂停。到中午时，街道上的反抗已经被清除，只有一些零星的狙击手射击。
在粉碎“第二次十月革命”的过程中，共有数百人丧生。10月8日，警方称事件中共有187人死亡，437人受伤。而非官方渠道称死亡数字更高，达2000多人。
此次事件中，叶利钦只是在最后时刻勉强得到了军方的支持。叶利钦胁迫他们帮助他，军方相关人物在事后也希望能够得到叶利钦的奖励。其中最典型的人是帕维尔·格拉乔夫，他在宪政危机中向叶利钦表达了忠心，而后他变成了一名关键的政治人物，虽然他与军方的关系以及涉嫌腐败等问题被舆论诟病多年。
这起危机成为俄罗斯行政立法平衡问题中的一个重要范例，他们发现并没有一个机制去应对这种零和博弈性质的冲突。在一起关于行政和立法合法性的斗争中，能够采取胁迫赢得他人支持的一方将会胜利。

### 舆论
1993年9月21日到10月4日的事件被认为这是共产主义的复仇企图亦或是鲁茨科伊和哈斯布拉托夫追求个人权利的结果。叶利钦的私有化改革将国家资产的大部分由國内的富豪们控制及壟斷（又称“寡头”），而前蘇聯共產黨員組成的最高苏维埃则是他们改革上的主要障碍。

## 叶利钦重新整合力量

### 直接结果
在白宫攻坚战后持续几周内，叶利钦发布了大量旨在巩固其权力的总统令。10月5日，叶利钦禁止了左派共产党政治及民族主义组织活动以及支持议会的报刊（像真理报，其于日后再次获准出版）的发行。10月6日，叶利钦呼吁那些反对他的区域苏维埃议会自行解散。宪法法院院长瓦列里·佐金被迫辞职。独立工会联合会主席也被迫辞职。反对叶利钦的电视节目《600秒》被要求停播。
10月12日，叶利钦颁布法令，要求议会于12月进行重新选举。10月15日，他下令要求公众在12月全民公投出新宪法。鲁茨科伊和哈斯布拉托夫于15日被指控犯有“组织群众罪”并被监禁。在1994年，叶利钦的局势平稳后，他们被释放。
在11月于电视台向民众介绍12月12日将要公投的宪法法案时，他说“俄罗斯需要秩序”。在新的法律中，总统手中将握有更多的权利。由于在重要领域遭受限制，两院制立法机构只实行了两年。总统可以自己选派总理职务而不管议会是否反对，总统甚至可以在没有议会批准的情况下委任军队领导。他将会委任一个全新的，更强大的安全委员会成员。如果对政府的不信任案投票通过的话，总统办公室将会被保留3个月，而期间总统有权解散国会或重启投票。总统可以否决任何在众议会中简单多数通过的法例，被否决后则需要三分之二绝对多数才可通过。总统不得因“违宪”而遭到弹劾。央行将独立出去，但总统需要国家杜马批准同意才可批准任命央行行长。当时，大多数政治观察家认为新确立的宪法恰恰就是叶利钦为了他自己而塑造出来的。

### 第一次宪政期的终结
1993年12月12日，叶利钦成功的让宪法通过了公投，新宪法将赋予总统更多权力，总统权力变的更加强大。
然而同一天，议会令人惊讶的投票通过（投票率为53%）并发表了一份关于批评叶利钦新自由主义经济计划的报告。叶利钦的经济政策选案遭到了压倒性的反对，投反对票的人大多数是共产党和極端民族主义者。当然最让人出乎意料的是由弗拉基米尔·日里诺夫斯基所领导的极端民族主义党派俄罗斯自由民主党被认为是此次叛乱集团的领导者，他们获得23%的选票。而盖达尔领导的“俄罗斯抉择”（Russia's Choice）获15.5%的票，俄共则为12.4%。许多观察家还对自由民主党领导人弗拉基米尔·日里诺夫斯基的法西斯主义及沙文主义言论感到震惊。
尽管如此，这次公投还是标志着俄罗斯宪政民主時期的结束。尽管理论上俄罗斯是一个「总统制混合议会制」的双首長制体系，但是事实上，主要权力都掌握在俄罗斯总统手中，總理只是总统权力的執行長。总統任命专门负责内阁并进行指导管理的总理，也能自由的将其罢免。